# Cuadrillas de Álava

Cuadrilla de Vitoria
Cuadrilla de Ayala
Cuadrilla de Laguardia-Rioja Alavesa
Cuadrilla de la Llanada Alavesa
Cuadrilla de Gorbeialdea
Cuadrilla de Añana
Cuadrilla de Campezo-Montaña Alavesa

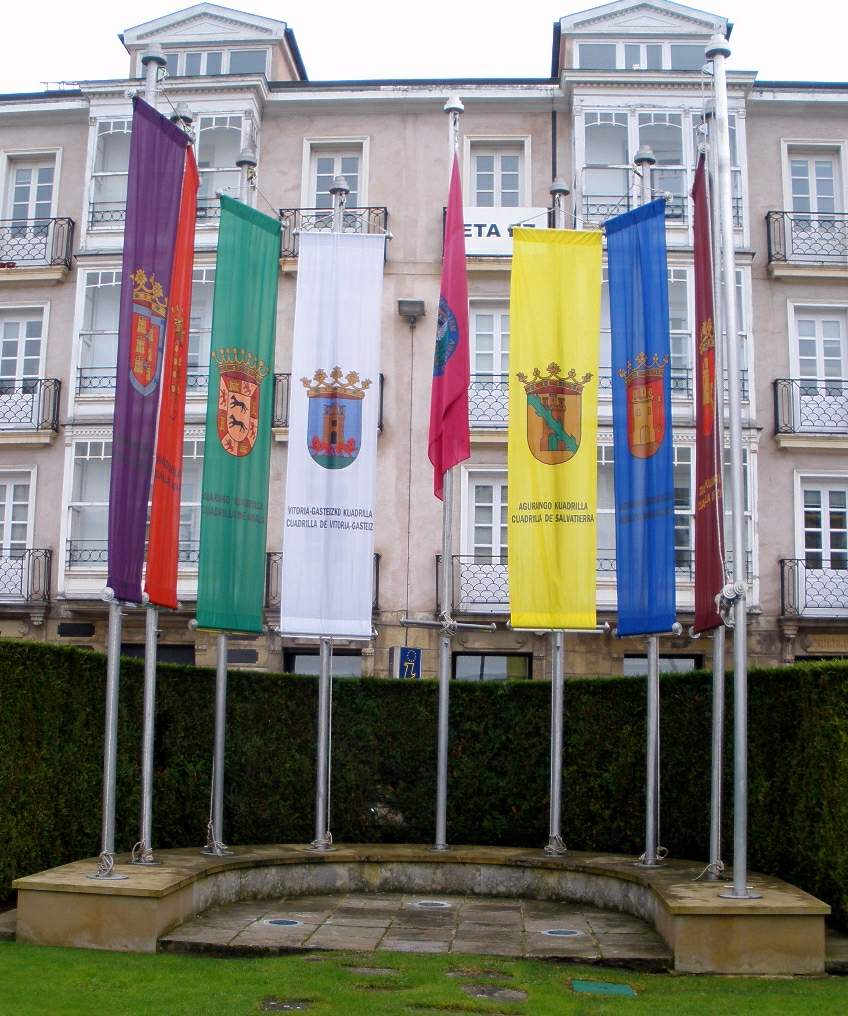
Pendones de las Cuadrillas alavesas en la Plaza de la Provincia de Vitoria, junto a la Diputación Foral de Álava

Las Cuadrillas o Comarcas de Álava (en euskera, taldeak, kuadrillak o eskualdeak) son las comarcas que conforman la provincia o territorio histórico de Álava (España). Son instituciones históricas cuya principal función es la de atender y administrar las necesidades de sus habitantes, especialmente en las zonas rurales.

## Historia
Ya desde el siglo XIV las localidades alavesas (agrupadas en las llamadas "hermandades") fueron organizadas a nivel fiscal y administrativo en cuadrillas.
A partir del siglo XVI el número de cuadrillas quedó fijado en 6 (Vitoria, Laguardia, Zuya, Ayala, Salvatierra y Mendoza) aunque los límites territoriales entre ellas eran complejos y no todas presentaban continuidad territorial, siendo frecuentes los exclaves de unas en otras, como la pertenencia de Aramayona (norte de la provincia) a la cuadrilla de Laguardia (sur), por ejemplo.
En el siglo XIX las juntas generales alavesas llevaron a cabo algunas reformas tendentes a la simplificación de las demarcaciones territoriales de las cuadrillas, reduciendo exclaves y decidiendo también en 1840 la división de la primitiva cuadrilla de Vitoria en dos distintas: una que abarcaría desde entonces únicamente el municipio de Vitoria (Cuadrilla de Vitoria) y otra que comprendería el resto de localidades integrantes hasta entonces de la primigenia cuadrilla de Vitoria (Cuadrilla de Añana). Desde ese momento, y hasta la supresión del sistema institucional foral alavés en 1876, las cuadrillas alavesas fueron 7.
Restablecidas en 1979 las instituciones forales alavesas, las Juntas Generales de Álava decidieron recuperar también las instituciones comarcales y la figura de las juntas de cuadrilla como órgano de administración de los intereses particulares de cada comarca. De esta manera, en 1983 mediante la Norma Foral 63/1989, de 20 de noviembre, se estableció nuevamente la agrupación de los Ayuntamientos alaveses en 7 cuadrillas, definiéndolas como entidades territoriales que tienen como objeto participar en los asuntos y promover y gestionar cuestiones de interés general que afecten a su ámbito territorial.
Ese año, la cuadrilla de Mendoza es integrada a la de Vitoria y se divide la de Añana en dos: Añana y Campezo.
Además de su papel en la administración comarcal, las cuadrillas alavesas se utilizaron desde 1983 hasta 1987 como circunscripción electoral para las elecciones a las Juntas Generales de Álava que contaron con 7 circunscripciones, una por cuadrilla.
En 1987 ante la situación de gran desproporción del voto electoral entre las áreas rurales y urbanas de Álava que provocaba la división del territorio en un número tan elevado de circunscripciones y la sobrerrepresentación que daba este hecho al Partido Nacionalista Vasco como partido especialmente implantado en los municipios rurales alaveses, las Juntas Generales de Álava aprobaron, con los votos de Partido Socialista de Euskadi, Euskadiko Ezkerra y Eusko Alkartasuna, una modificación de la normativa electoral foral para reducir el número de circunscripciones de 7 a 3: una coincidente con la Cuadrilla de Vitoria, otra con la Cuadrilla de Ayala y otra agrupando a las 5 cuadrillas menos pobladas (Añana, Zuya, Laguardia-Rioja Alavesa, Salvatierra y Campezo-Montaña Alavesa) también denominada Tierras Esparsas. Tal división del territorio alavés en tres circunscripciones se mantiene en la actualidad.

## Relación de cuadrillas alavesas
El lema de la provincia dice Siete cuadrillas hacen Álava una (en euskera Zazpi talde Araba bat).
Cuadrilla de VitoriaCoincide con el municipio de Vitoria, la capital de la provincia, situada en la parte occidental de la Llanada Alavesa, más un gran número de aldeas diseminadas en sus alrededores, algunas de las cuales han sido absorbidas por el casco urbano de la ciudad. Aunque es la menos extensa de las cuadrillas, concentra 3/4 partes de la población provincial, así como buena parte de la economía basada en el sector secundario y casi todo el sector servicios.
Cuadrilla de AyalaSuele recibir también el nombre de Cantábrica Alavesa, ya que incluye los municipios del noroeste de la provincia que se encuentran en la vertiente cantábrica, en su mayor parte en la cuenca del río Nervión. Aquí se encuentran Llodio y Amurrio, segunda y tercera población de la provincia. Se trata de una comarca eminentemente industrial (siderurgia, industria vidriera). La capital de la cuadrilla es Respaldiza en el municipio de Ayala (Álava)
Cuadrilla de Laguardia-Rioja AlavesaLa Rioja Alavesa es la más meridional de las comarcas alavesas. Situadas a orillas del río Ebro, tiene un clima mediterráneo marcadamente diferenciado del clima atlántico de las tierras colindantes justo al norte, haciendo la Sierra de Cantabria de frontera bioclimática. Vive principalmente de la elaboración del vino de Rioja y del turismo a él asociado. Su capital es Laguardia.
Cuadrilla de la Llanada AlavesaOcupa el nordeste de la provincia, extendiéndose por la parte central y oriental de la Llanada Alavesa, una extensa llanura agrícola totalmente rodeada de sistemas montañosos donde la producción principal es la patata, junto con una importante actividad del sector secundario, concentrado en dos polígonos industriales. La capital es Salvatierra. Hasta que en 2015 la Junta de Cuadrilla aprobó su cambio de nombre, su denominación oficial era la de Cuadrilla de Salvatierra/Aguraingo Kuadrilla.
Cuadrilla de GorbeialdeaEn el centro-norte de la provincia, limitando con Guipúzcoa y Vizcaya. Históricamente, ha sido una comarca ganadera y agrícola; en la actualidad, en su economía destacan también la industria y el turismo de naturaleza y rural. Comprende las estribaciones sur del macizo del Gorbea y los embalses al norte de Vitoria. En 2016 la Junta de Cuadrilla modificó su denominación de Zuya a Gorbeialdea. Su capital es Murguía, en el municipio de Zuya.
Cuadrilla de AñanaOcupa el oeste y sudoeste de la provincia. Suele recibir el nombre de Valles Alaveses ya que está formado por numerosos valles de ríos que desembocan en el río Ebro. La capital es Rivabellosa, en el municipio de Ribera Baja aunque la localidad más poblada es Nanclares de la Oca en el municipio de Iruña de Oca. En su economía destacan la agricultura cerealista y algunas industrias del sector secundario.
Cuadrilla de Campezo-Montaña AlavesaLa Montaña Alavesa es la región montañosa situada en el este de la provincia en el límite con Navarra. En 1993, modifica su nombre de Campezo a Campezo-Montaña Alavesa, con el fin de representar mejor a todo el territorio que la integra. La capital de esta comarca es Santa Cruz de Campezo. Cubierta en su mayor parte por masas forestales, la comarca presenta una muy baja densidad de población.

## Juntas de cuadrilla
El gobierno y administración de las cuadrillas está encomendado a unos órganos político-administrativos llamados Juntas de Cuadrilla que desempeñan además, en tanto que órganos de participación y consulta de los municipios de cada cuadrilla, el papel de instrumentos de relación entre aquellas, las Juntas Generales de Álava y la Diputación foral de Álava.
Los miembros (llamados junteros) de cada junta de cuadrilla no son escogidos en elecciones directas, sino que, al igual que las diputaciones provinciales españolas, son elegidos indirectamente por los concejales de cada municipio que resultan electos en las elecciones municipales.
Constituida la junta de cuadrilla, los junteros eligen de entre sus miembros un presidente y un vicepresidente.
Como particularidad, en razón de abarcar únicamente el territorio del municipio de Vitoria, la Cuadrilla de Vitoria no dispone de junta de cuadrilla ni administración comarcal en sí, desempeñando sus funciones el propio Ayuntamiento de Vitoria.